# Омельчук Сергій Іванович (поет)
Сергій Іванович Омельчук (біл. Сяргей Іванавіч Амяльчук; нар. 6 березня 1957, с. Речиця, Березівський район, Берестейська область, БРСР, СРСР) — білоруський поет, письменник і перекладач.

## Біографія
Сергій Омельчук народився 6 березня 1957 року в селі Речиця Березівського району Берестейської області. Навчався у початковій школі Речиці, потім у середніх школах №2 та №3 міста Білозерськ. Працював слюсарем на Білозерському енергетично-механічному заводі (1974 — 1975). З 1975 року — студент Московського авіаційного технологічного інституту імені К. Е. Ціолковського. 1980 р. закінчив вищезазначений інститут і випустився як інженер-металург. Працював у місті Балашисі Московської області, у місті Борисові, Мінській області та Білозерську. З 1993 року живе у Бресті. Інженер СП «Брестгазприлад».

### Творчість
Почав писати вірші у 1972 року. 1999 року вийшла перша збірка віршів «Дорога, вихор та амфора», яка була перевидана 2003 року. Наступна збірка віршів «Моя Синекура» вийшла 2012 року в Луцьку у видавництві «Терен». 2012 року — член Союзу Білоруських письменників. Третя збірка поезій «Земля, яку беруть з собою» вийшла 2013 року у видавництві «Логвінов» (Мінськ). 2015 року був членом редакційної колегії альманаху «Люстра», виданого Брестським відділенням Союзу Білоруських письменників. 2016 року отримав ліцензію на роздрібний продаж книг та працює біля центрального ринку Берестя. Він був членом журі премії «Книга року 2016».
Перекладає твори з української на білоруську. Деякі твори Сергія Омельчука перекладені українською.